# Victorin de Joncières
Victorin de Joncières, pseudonimo di Félix-Ludger Rossignol (Parigi, 12 aprile 1839 – Parigi, 26 ottobre 1903), è stato un compositore e critico musicale francese.

## Biografia
Figlio di uno scrittore politico e redattore di La Patrie e Constitutionel, Auguste-Félix de Joncières (1811-1895), e di Françoise Victorine Cazeaux (1817-1839), nacque a Parigi e le sue prime lezioni di musica furono impartite dalle zie. Lasciato il Liceo Bonaparte a 16 anni, decise di studiare come pittore, entrando nello studio di Picot. Tuttavia Joncières mantenne il suo interesse musicale e fece eseguire una breve opéra comique da studenti del Conservatoire de Paris e gli fu consigliato di abbandonare l'arte e prendere musica. Entrò nel Conservatorio e seguì le lezioni di Simon Leborne in fuga e contrappunto. Ma dopo aver ascoltato uno dei primi concerti di Richard Wagner nella capitale francese, ebbe un disaccordo con i professori e nel 1860 abbandonò gli studi per dedicarsi alla composizione.
Compose un po' di musica di scena per Amleto (eseguita sia a Parigi che a Nantes), ma trovò poco successo con due opere prodotte al Théâtre Lyrique: Sardanapale (basata su Byron, con Christina Nilsson, 1867) e Les Derniers jours de Pompéi (dal romanzo di Edward Bulwer-Lytton, 1869).
Il suo concerto per violino fu suonato al Conservatorio nel 1870 da Jules Danbé e una Symphonie romantique al Concert national nel 1873. La sua opera Dimitri (ispirata al dramma di Schiller Demetrius) ebbe più successo nel 1876 e fu ripresa nel 1890 all'Opéra-Comique.
Dal 1871 al 1900 scrisse musica per La Liberté (usando lo pseudonimo di "Jennius"), scrivendo critiche pungenti nei confronti dei precedenti compositori di opere comiche e di Berlioz.
Joncières aveva presentato la sua candidatura all'Institut de France, ma fu rifiutato. Morì nella sua città natale di Parigi.

## Lavori

### Teatro
- Musiche di scena per Hamlet, 1864
- Sardanapale (parole di Henry Becque ispirate a Byron), Théâtre Lyrique, 8 febbraio 1867
- Les Derniers jours de Pompéi, Théâtre Lyrique, 21 settembre 1869
- Dimitri (parole di de Bornier, Silvestre e Carvalho su Schiller), Théâtre de la Gaîté, 5 maggio 1876
- La Reine Berthe (parole di Jules Barbier), Opéra de Paris, 27 dicembre 1878
- Le Chevalier Jean, (parole di Gallet and Blau), Opéra-Comique, 11 marzo 1885
- Le Baron Frick (Ernest Depré, Clairville), operetta in 1 atto (1885), scritta in collaborazione con Georges Pfeiffer, Ernest Guiraud e Francis Thomé
- Lancelot, (parole di Gallet e Blau), Paris Opéra, 7 febbraio 1900

### Orchestra
- Violin Concerto, Parigi, 12 dicembre 1869
- Symphonie romantique, Parigi, 9 marzo 1873
- La Mer, ode symphonique, 1881